# Edmond Debeaumarché
Edmond Debeaumarché (15. december 1906 – 28. marts 1959) var en fransk postarbejder, der blev et ledende medlem af den franske modstandsbevægelse.
- Æreslegionen : Storofficer (grand officier)

Han blev ved sin død hædret ved en højtidelighed i Les Invalides  i Paris. Han er begravet i Dijon, hvor et torv er opkaldt efter ham.
En gade er opkaldt efter ham i Mantes-la-Ville.
Hans indsats fik anerkendelse, da han blev afbildet på et frimærke i serien Héros de la Résistance blandt i alt 26 personer. Førstedagskuverten er udgivet 26. marts 1960.